# Philothis bidens
Philothis bidens är en skalbaggsart som först beskrevs av Henri de Peyerimhoff 1900.  Philothis bidens ingår i släktet Philothis och familjen stumpbaggar. Inga underarter finns listade i Catalogue of Life.